# Ngrami
Ngrami is een bestuurslaag in het regentschap Nganjuk van de provincie Oost-Java, Indonesië. Ngrami telt 3886 inwoners (volkstelling 2010).